# Joseph Bingham
Joseph Bingham (Wakefield, 1668 – Havant, 1723) è stato uno storico britannico.
Curato di Headbourn dal 1695 e di Havant dal 1712, nel 1729 pubblicò le Origines ecclesiasticae, vasta opera a carattere storico-religioso.